# Glandage
Glandage est une commune française située dans le département de la Drôme, en région Auvergne-Rhône-Alpes.

## Géographie

### Situation et description
Positionnée dans la partie orientale du département de la Drôme et rattachée à la communauté de communes du Diois, Glandage est située à 27 km au sud-est de Die et à 17 km à l'ouest de Lus-la-Croix-Haute. Ce modeste village, à l'aspect essentiellement rural, s'inscrit également dans le Parc naturel régional du Vercors.

### Relief et géologie

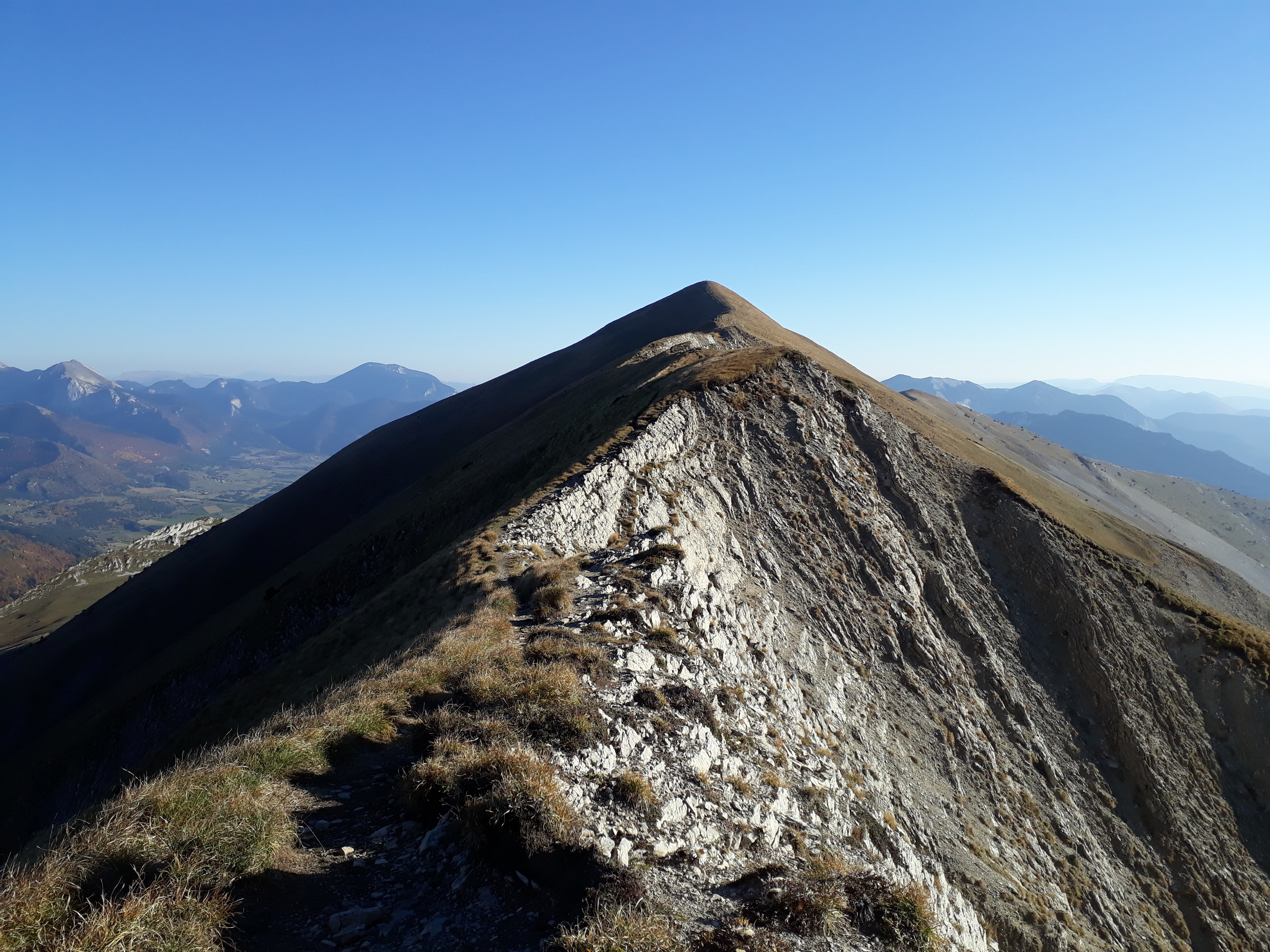
Sommet du Jocou

La petite commune de Glandage se positionne à l'entrée amont des gorges des Gâts, lesquelles sont entaillées par le ruisseau de Grimone dans des conglomérats turoniens qui affleurent là à la faveur d'un pli majeur, le synclinal de Glandage dont le coeur est constitué de Sénonien avec un axe approximativement orienté au nord-ouest - sud-est
Les sites géologique les plus remarquables sont :
- Les Sucettes, rochers ruiniformes[2].
- Montagne de Jocou dont le sommet est le point culminant de la commune.

### Hydrographie
Le territoire communal est traversé par le Bez ou Bès qui prend sa source dans hauteurs du rebord du massif du Vercors (entre 1500 et 2 000 mètres) avant de rejoindre la Drôme en rive droite, au niveau de la localité de Saint-Roman.

### Climat
Pour des articles plus généraux, voir Climat d'Auvergne-Rhône-Alpes et Climat de la Drôme.
En 2010, le climat de la commune est de type climat de montagne, selon une étude du CNRS s'appuyant sur une série de données couvrant la période 1971-2000. En 2020, Météo-France publie une typologie des climats de la France métropolitaine dans laquelle la commune est exposée à un climat de montagne ou de marges de montagne et est dans la région climatique  Alpes du sud, caractérisée par une pluviométrie annuelle de 850 à 1 000 mm, minimale en été.
Pour la période 1971-2000, la température annuelle moyenne est de 9 °C, avec une amplitude thermique annuelle de 17 °C. Le cumul annuel moyen de précipitations est de 1 046 mm, avec 8,6 jours de précipitations en janvier et 5,7 jours en juillet. Pour la période 1991-2020, la température moyenne annuelle observée sur la station météorologique installée sur la commune est de 9,8 °C et le cumul annuel moyen de précipitations est de 1 126,2 mm,. Pour l'avenir, les paramètres climatiques de la commune estimés pour 2050 selon différents scénarios d'émission de gaz à effet de serre sont consultables sur un site dédié publié par Météo-France en novembre 2022.
| Mois                                  | jan.             | fév.           | mars           | avril         | mai             | juin          | jui.          | août           | sep.          | oct.            | nov.           | déc.            | année      |
| ------------------------------------- | ---------------- | -------------- | -------------- | ------------- | --------------- | ------------- | ------------- | -------------- | ------------- | --------------- | -------------- | --------------- | ---------- |
| Température minimale moyenne (°C)     | −2               | −2,2           | 0,3            | 2,9           | 6,4             | 9,8           | 11,8          | 11,9           | 8,6           | 6               | 1,5            | −1,3            | 4,5        |
| Température moyenne (°C)              | 2,1              | 2,5            | 5,5            | 8,3           | 12,2            | 16,2          | 18,6          | 18,5           | 14,4          | 11              | 5,7            | 2,7             | 9,8        |
| Température maximale moyenne (°C)     | 6,2              | 7,2            | 10,7           | 13,7          | 17,9            | 22,6          | 25,4          | 25             | 20,2          | 16              | 9,8            | 6,7             | 15,1       |
| Record de froid (°C) date du record   | −14,2 05.01.1995 | −18,5 05.02.12 | −13,2 01.03.05 | −5,5 08.04.21 | −2,1 15.05.1995 | 1,2 03.06.06  | 4,5 11.07.07  | 2,9 31.08.1995 | 0,5 18.09.01  | −4,5 31.10.1997 | −10,8 27.11.10 | −14,1 18.12.10  | −18,5 2012 |
| Record de chaleur (°C) date du record | 19,6 01.01.22    | 21,3 27.02.19  | 21,4 30.03.21  | 24,9 21.04.18 | 31,1 22.05.22   | 33,9 25.06.03 | 35,2 06.07.15 | 36,6 23.08.23  | 31,2 04.09.23 | 29,4 09.10.23   | 21,9 08.11.15  | 19,1 13.12.1994 | 36,6 2023  |
| Précipitations (mm)                   | 90,6             | 65,7           | 71,3           | 104,7         | 103,6           | 84,4          | 62,5          | 68,8           | 95,5          | 117,9           | 150            | 111,2           | 1 126,2    |

### Voies de communication et transports
Le territoire communal est principalement traversé selon un axe est-ouest par la route départementale 539 (ancienne route nationale 539 ou RN539) qui relie Aix-en-Diois à Lus-la-Croix-Haute.
La route départementale 624 (RD624) est situé sur son territoire en limite du village de Mensac et permet de rejoindre le hameau de Borne.

## Urbanisme

### Typologie
Au 1er janvier 2024, Glandage est catégorisée commune rurale à habitat très dispersé, selon la nouvelle grille communale de densité à 7 niveaux définie par l'Insee en 2022.
Elle est située hors unité urbaine et hors attraction des villes,.

### Occupation des sols
L'occupation des sols de la commune, telle qu'elle ressort de la base de données européenne d’occupation biophysique des sols Corine Land Cover (CLC), est marquée par l'importance des forêts et milieux semi-naturels (91,5 % en 2018), une proportion identique à celle de 1990 (91,5 %). La répartition détaillée en 2018 est la suivante : forêts (69,9 %), milieux à végétation arbustive et/ou herbacée (16 %), espaces ouverts, sans ou avec peu de végétation (5,7 %), zones agricoles hétérogènes (5 %), prairies (3,4 %). L'évolution de l’occupation des sols de la commune et de ses infrastructures peut être observée sur les différentes représentations cartographiques du territoire : la carte de Cassini (XVIIIe siècle), la carte d'état-major (1820-1866) et les cartes ou photos aériennes de l'IGN pour la période actuelle (1950 à aujourd'hui).

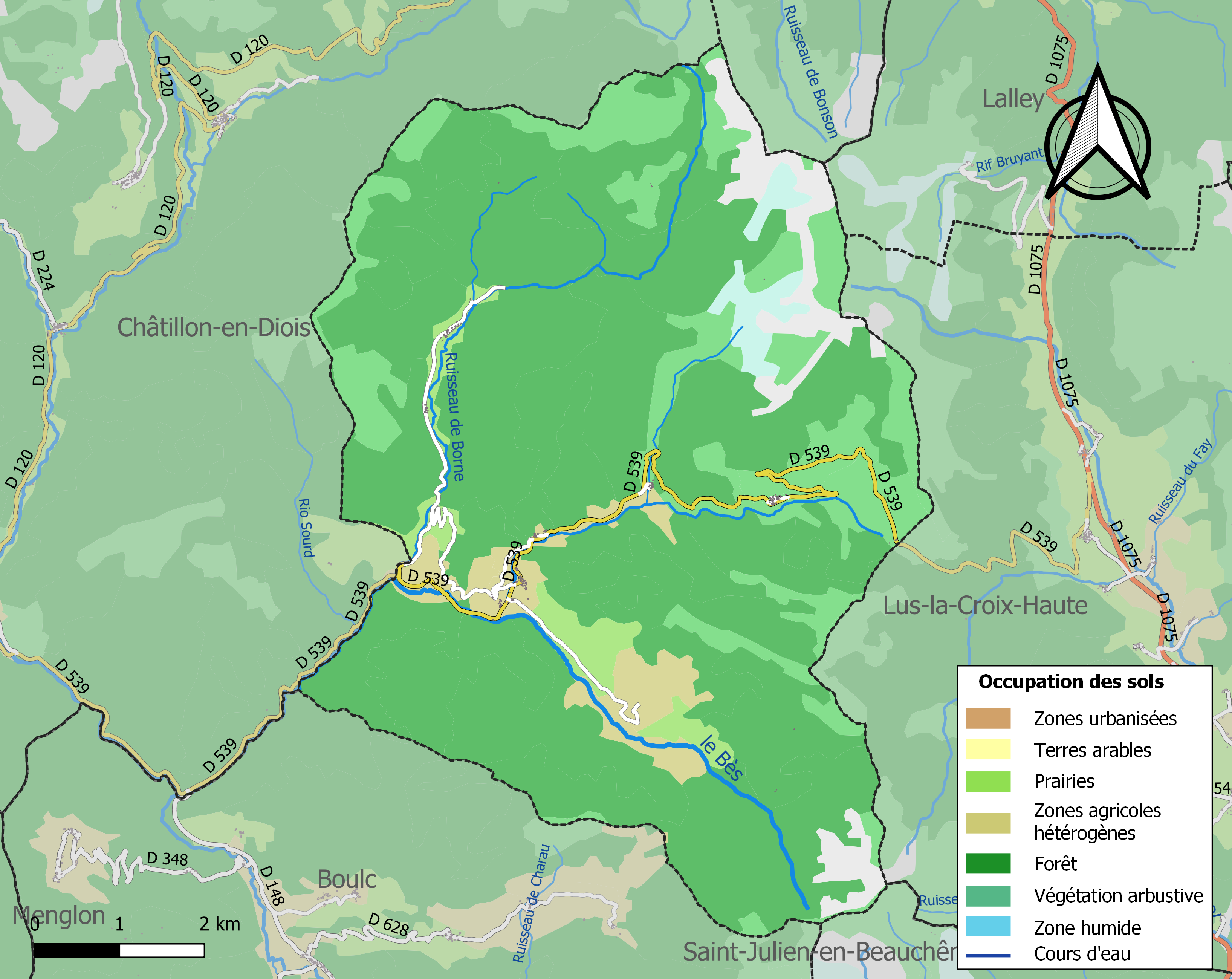
Carte des infrastructures et de l'occupation des sols de la commune en 2018 (CLC).

### Quartiers, hameaux et lieux-dits
Selon la carte du site Géoportail (carte IGN) :
- Borne
- les Reyssets
- Moulin de Borne
- le Collet
- le Château
- le Colombier
- Grimone
- Col de Grimone
- les Oches
- les Combes
- la Révolte
- les Maillefaux
- la Faurie
- Serre du Roi
- la Vière

### Risques naturels et technologiques

#### Risques sismiques

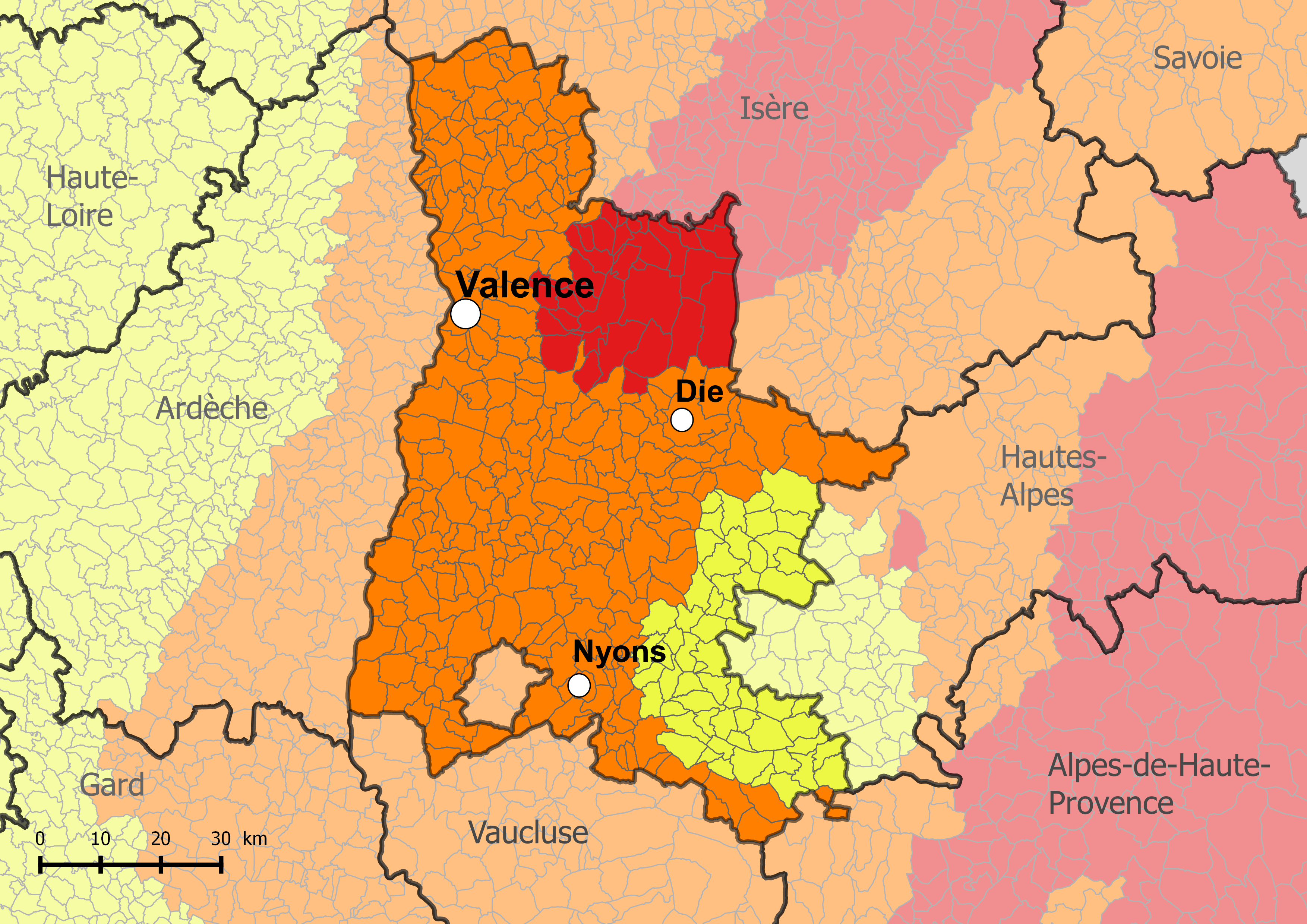
Carte des zones de sismicité de la Drôme

L'ensemble du territoire de la commune de Glandage est situé en zone de sismicité n°3 (sur une échelle de 1 à 5), comme la plupart des communes du secteur oriental de la Drôme.
| Type de zone | Niveau            | Définitions (bâtiment à risque normal) |
| ------------ | ----------------- | -------------------------------------- |
| Zone 3       | Sismicité modérée | accélération = 1,1 m/s2                |

## Toponymie

### Attestations
Dictionnaire topographique du département de la Drôme :
- 1224 : castrum de Glandagio (cartulaire de Die, 69).
- 1246 : Glandagium (inventaire de la maison de Baux, 323).
- 1260 : mention du mandement : mandamentum de Glandagio (inventaire Morin-Pons, 653).
- XVe siècle : mention du prieuré : prioratus de Glandagio (pouillé de Die).
- 1509 : mention de l'église Saints-Pierre-et-Paul : ecclesia Beatorum Petri et Pauli loci Glandagii (visites épiscopales).
- 1516 : mention de la paroisse : cura Glandagii (rôle de décimes).
- 1576 : mention de la paroisse : la cure de Glandaige (rôle de décimes).
- 1891 : Glandage, commune du canton de Châtillon-en-Diois.

## Histoire
Pour un article plus général, voir Histoire de la Drôme.

### Du Moyen Âge à la Révolution
La seigneurie :
- Au point de vue féodal, la terre (ou seigneurie) était un fief des comtes de Diois, puis des évêques de Die.
- Possession des Isoard d'Aix.
- 1239 : passe (par mariage) aux princes d'Orange de la maison de Baux.
- 1297 : passe aux Artaud d'Aix.
- Avant 1540 : passe aux Lhére.
- Vers 1618 : passe (par héritage) aux La Baume-Suze.
- 1640 : passe (par mariage) aux Châteauneuf de Rochebonne.
- 1720 : passe (par héritage) aux Simiane, derniers seigneurs.

Le mandement de Glandage avait la même étendue que la commune de ce nom.
Avant 1790, Glandage était une communauté de l'élection de Montélimar, subdélégation de Crest et du bailliage de Die.

Elle formait une paroisse du diocèse de Die dont l'église, dédiée aux saints Pierre et Paul, était celle d'un prieuré de l'ordre Saint-Benoît, filiation d'Aurillac, qui fut uni vers la fin du XVIe siècle à celui de Guignaise (voir ce nom). Les dîmes appartenaient à l'évêque diocésain.

### De la Révolution à nos jours
Comprise en 1790 dans le canton de Lus-la-Croix-Haute, cette commune fait partie de celui de Châtillon-en-Diois depuis la réorganisation de l'an VIII (1799-1800).

## Politique et administration

### Liste des maires
| Période            | Période                    | Identité             | Étiquette        | Qualité            |
| ------------------ | -------------------------- | -------------------- | ---------------- | ------------------ |
| 1953               | 1959                       | ?                    |                  |                    |
| 1959               | 1965                       | ?                    |                  |                    |
| 1965               | 1971                       | ?                    |                  |                    |
| 1971               | 1977                       | ?                    |                  |                    |
| 1977               | 1983                       | Dominique Schmerber. | DVG              |                    |
| 1983               | 1989                       | ?                    |                  |                    |
| 1989               | 1993                       | ?                    |                  |                    |
| 1993 (élections ?) | 1997                       | Joseph Figoli        |                  | ingénieur retraité |
| 1997 (élections ?) | 2001                       | Gilbert Blanc        |                  |                    |
| 2001               | 2008                       | René Orand           |                  |                    |
| 2008               | 2014                       | René Orand           |                  | maire sortant      |
| 2014               | 2020                       | Joël Mazalaigue      |                  |                    |
| 2020               | En cours (au 23 nov. 2022) | Marie-Claude Orand,. | (sans étiquette) |                    |

## Population et société

### Démographie
L'évolution du nombre d'habitants est connue à travers les recensements de la population effectués dans la commune depuis 1793. Pour les communes de moins de 10 000 habitants, une enquête de recensement portant sur toute la population est réalisée tous les cinq ans, les populations de référence des années intermédiaires étant quant à elles estimées par interpolation ou extrapolation. Pour la commune, le premier recensement exhaustif entrant dans le cadre du nouveau dispositif a été réalisé en 2005.

En 2022, la commune comptait 115 habitants, en évolution de +1,77 % par rapport à 2016 (Drôme : +2,64 %, France hors Mayotte : +2,11 %).
| 1793 | 1800 | 1806 | 1821 | 1831 | 1836 | 1841 | 1846 | 1851 |
| ---- | ---- | ---- | ---- | ---- | ---- | ---- | ---- | ---- |
| 757  | 802  | 696  | 460  | 778  | 673  | 654  | 683  | 649  |

| 1856 | 1861 | 1866 | 1872 | 1876 | 1881 | 1886 | 1891 | 1896 |
| ---- | ---- | ---- | ---- | ---- | ---- | ---- | ---- | ---- |
| 640  | 637  | 628  | 623  | 643  | 662  | 651  | 568  | 522  |

| 1901 | 1906 | 1911 | 1921 | 1926 | 1931 | 1936 | 1946 | 1954 |
| ---- | ---- | ---- | ---- | ---- | ---- | ---- | ---- | ---- |
| 470  | 453  | 439  | 341  | 301  | 251  | 215  | 177  | 152  |

| 1962 | 1968 | 1975 | 1982 | 1990 | 1999 | 2005 | 2006 | 2010 |
| ---- | ---- | ---- | ---- | ---- | ---- | ---- | ---- | ---- |
| 123  | 99   | 83   | 121  | 111  | 84   | 82   | 85   | 97   |

| 2015 | 2020 | 2022 | - | - | - | - | - | - |
| ---- | ---- | ---- | - | - | - | - | - | - |
| 115  | 118  | 115  | - | - | - | - | - | - |

### Manifestations culturelles et festivités
- Fête : troisième dimanche d'août[2].

### Enseignement
La commune relève de l'académie de Grenoble.

### Médias
Le territoire de la commune se situe dans l'aire de diffusion de plusieurs médias :

#### Presse écrite
- Le Dauphiné libéré, quotidien régional qui consacre, chaque jour, y compris le dimanche, dans son édition de « La vallée de la Drôme » un ou plusieurs articles à l'actualité du canton et de la communauté de communes, ainsi que des informations sur les éventuelles manifestations locales, les travaux routiers, et autres événements divers à caractère local.
- L'Agriculture Drômoise, journal d'informations agricoles et rurales, couvre l'ensemble du département de la Drôme.
- Drôme Hebdo (anciennement Peuple Libre), hebdomadaire chrétien d'informations.
- Journal du Diois et de la Drôme.

#### Presse audio-visuelle
- Ici Drôme Ardèche est une radio publique diffusée sur son territoire.

### Cultes
L'église et la communauté catholique de Glandage sont rattachées à la paroisse Saint-Marcel en Diois, laquele couvre 37 communes et dépend du Diocèse de Valence.

## Économie

### Agriculture
En 1992 : pâturages (ovins), céréales.

## Culture locale et patrimoine

### Lieux et monuments
- Château en ruine[2].
- Église Saint-Pierre-et-Saint-Paul de Glandage du XIIIe siècle (IMH) : façade occidentale et porte avec trois statuettes encastrées[2].

Portail de l'église Saint-Pierre-et-Saint-Paul : archivolte à trois voussures lisses, les deux internes supportées par des colonnes à chapiteaux sculptés de feuilles d'acanthe, l'externe par des modillons sculptés de visages grimaçants. L'église est inscrite au titre des monuments historiques depuis janvier 1934 pour sa façade occidentale et trois statuettes encastrées.
- Église Saint-Jean-Baptiste de Grimone[2].
- Église de l'Assomption de Borne.
- Porche de la mairie (XIe siècle) : curieux arc représentant deux saints (saint Pierre et saint Paul, encadrant le Christ ?), avec des particularités architectoniques : les sommiers sont en total porte-à faux, et ne tiennent que par le poids des matériaux du mur qui les surmonte. La clef de voûte centrale est taillée à l'envers, ses bords s'ouvrant vers le bas. Dans les faits, la pierre est taillée correctement à l'arrière, avec un savant jeu d'emboîtages[réf. nécessaire]
- Pont de la Vière, reconstruit en 2023-24.

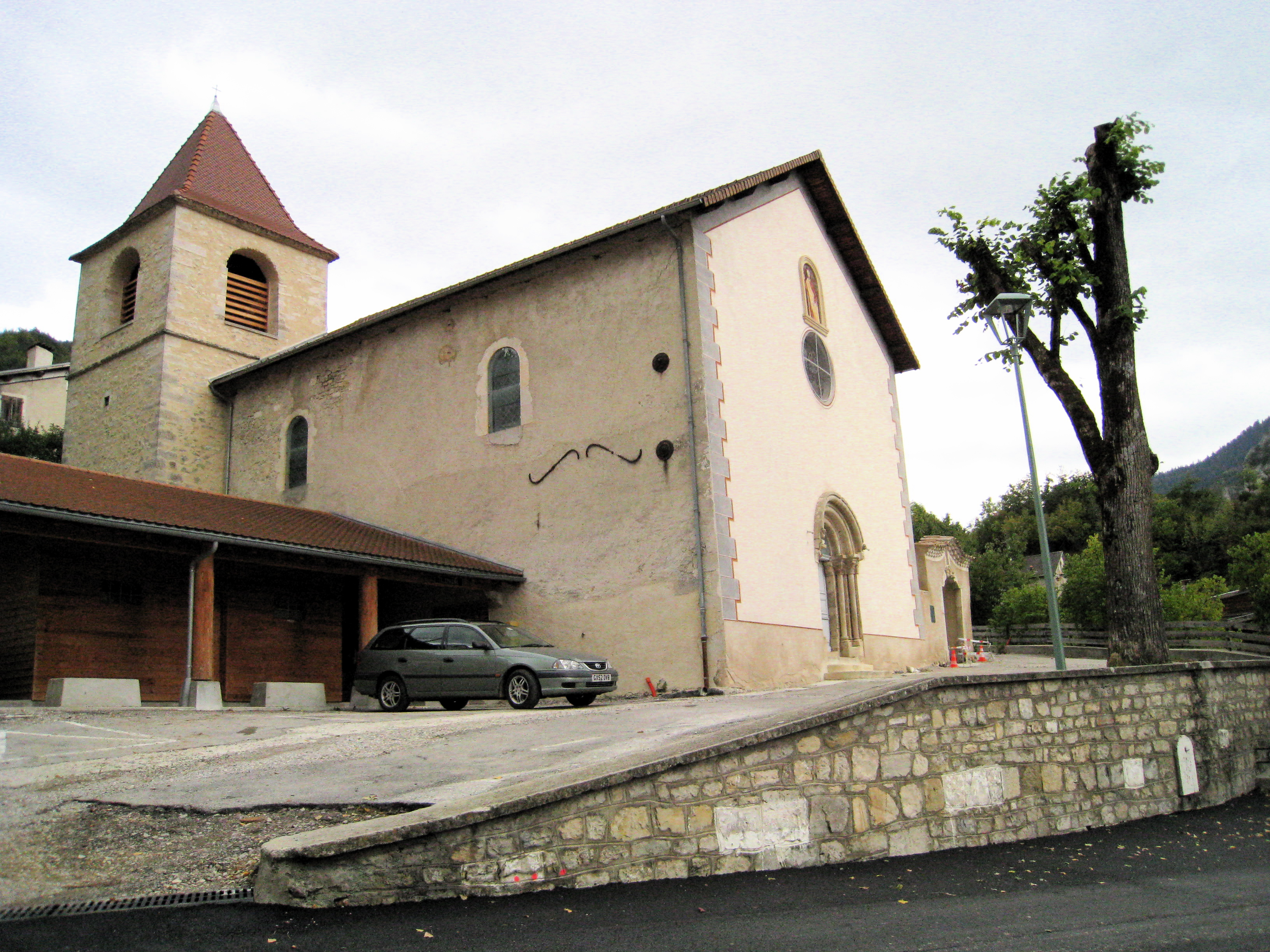
L'église Saint-Pierre-et-Saint-Paul de Glandage.
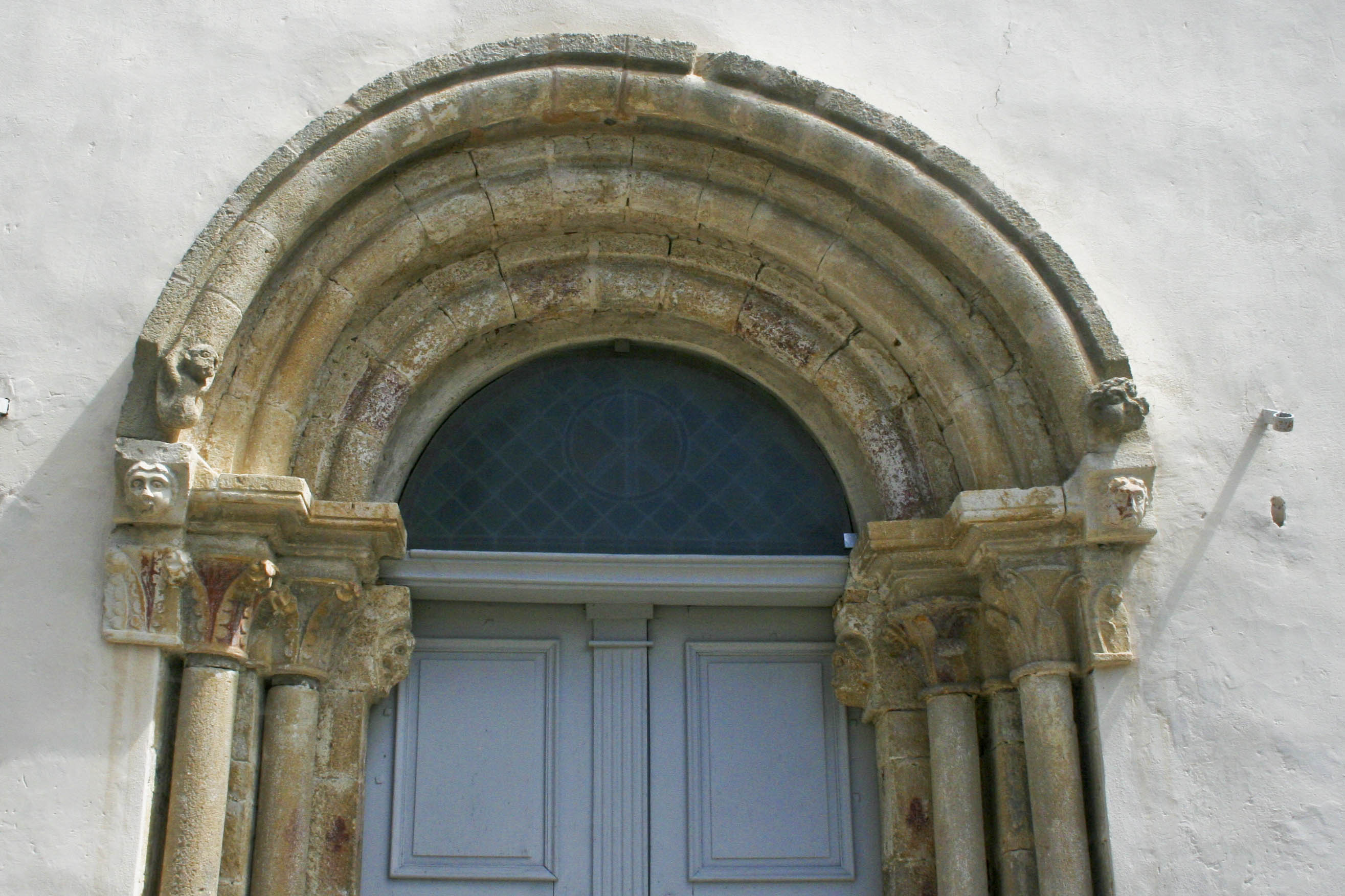
Le portail de l'église.
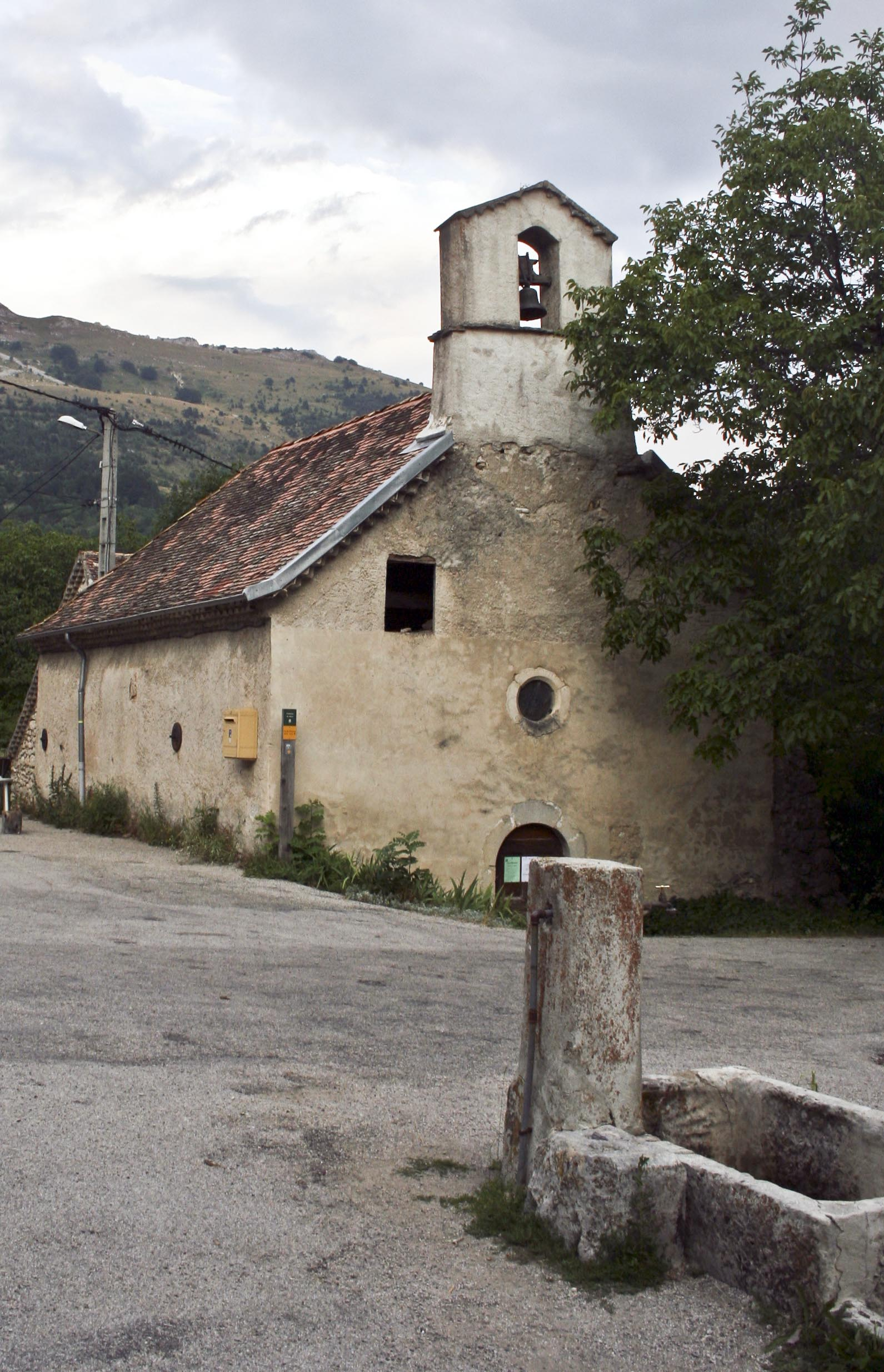
Église de Grimone.
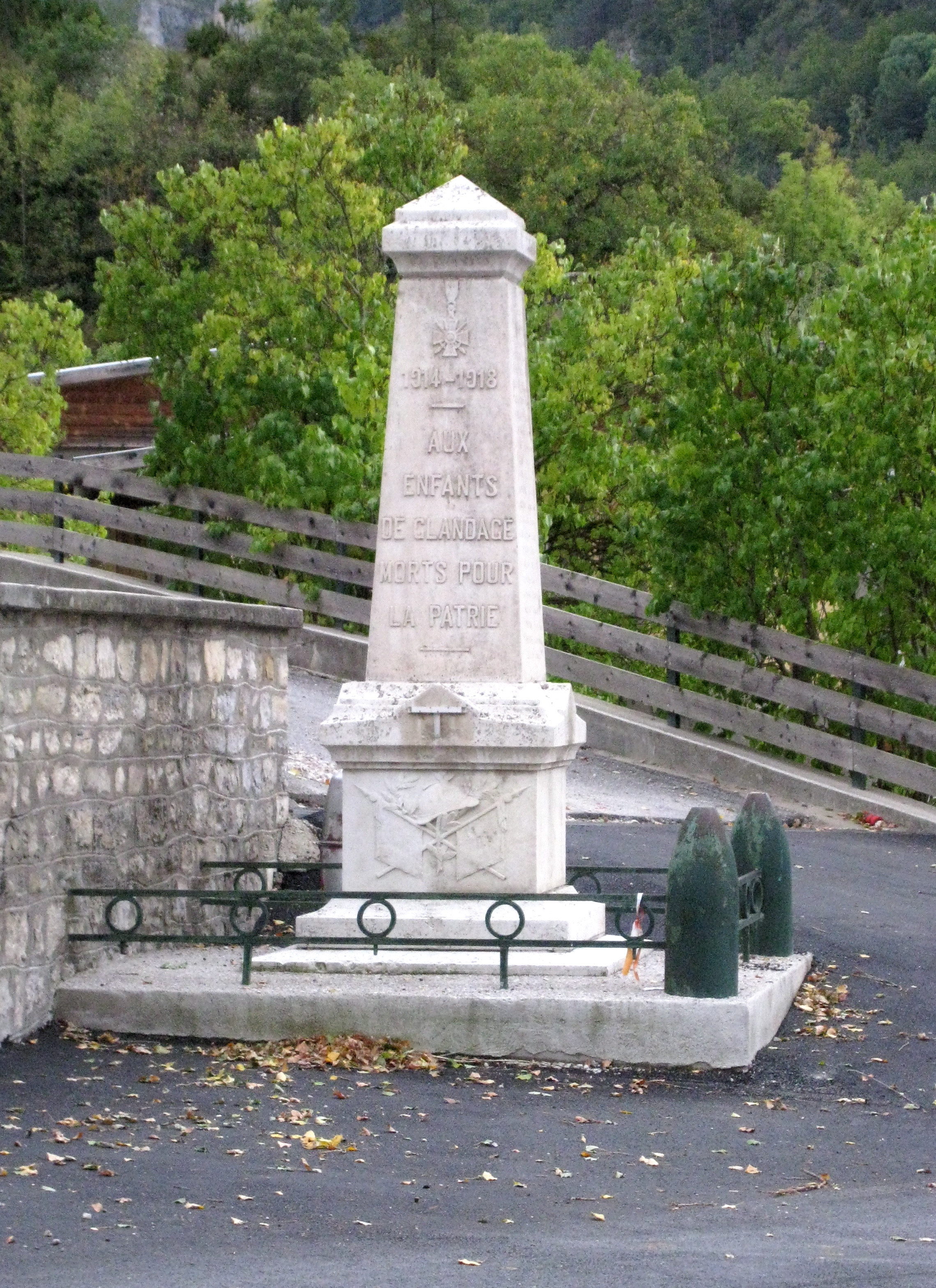
Le monument aux morts.

### Patrimoine naturel
- Défilé du Charan (quatre tunnels) à la sortie des gorges des Gâts (ZNIEFF), formées par le ruisseau éponyme(site inscrit)[2].
- Itinéraire de la vallée de Borne[2].
- Point de vue de la route du col de Grimone (1318 m)[2].
- Forêt communale (sapins et hêtres)[2].
- Anciennes carrières et grottes[2].

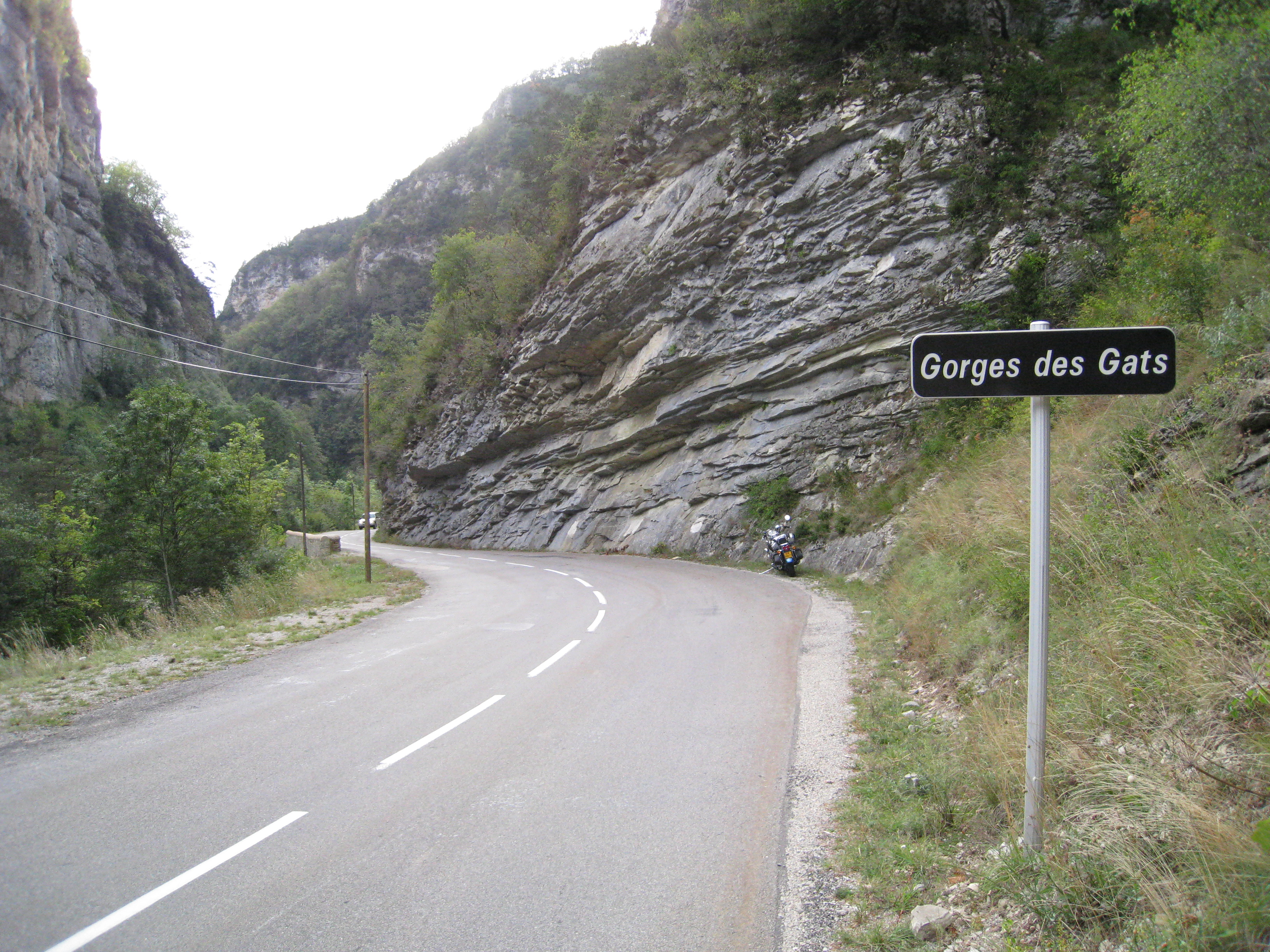
Gorge des Gats.
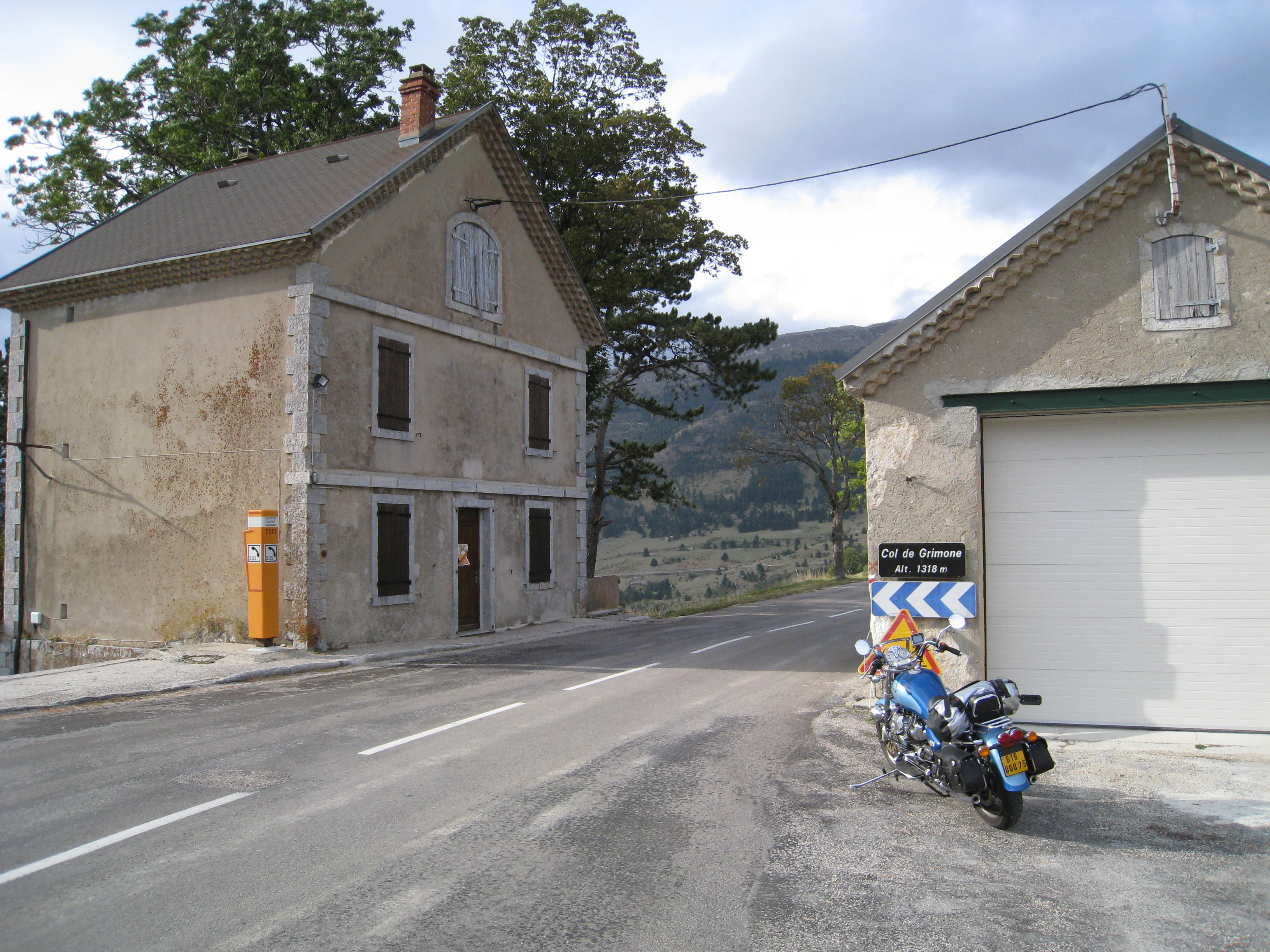
Col de Grimone.
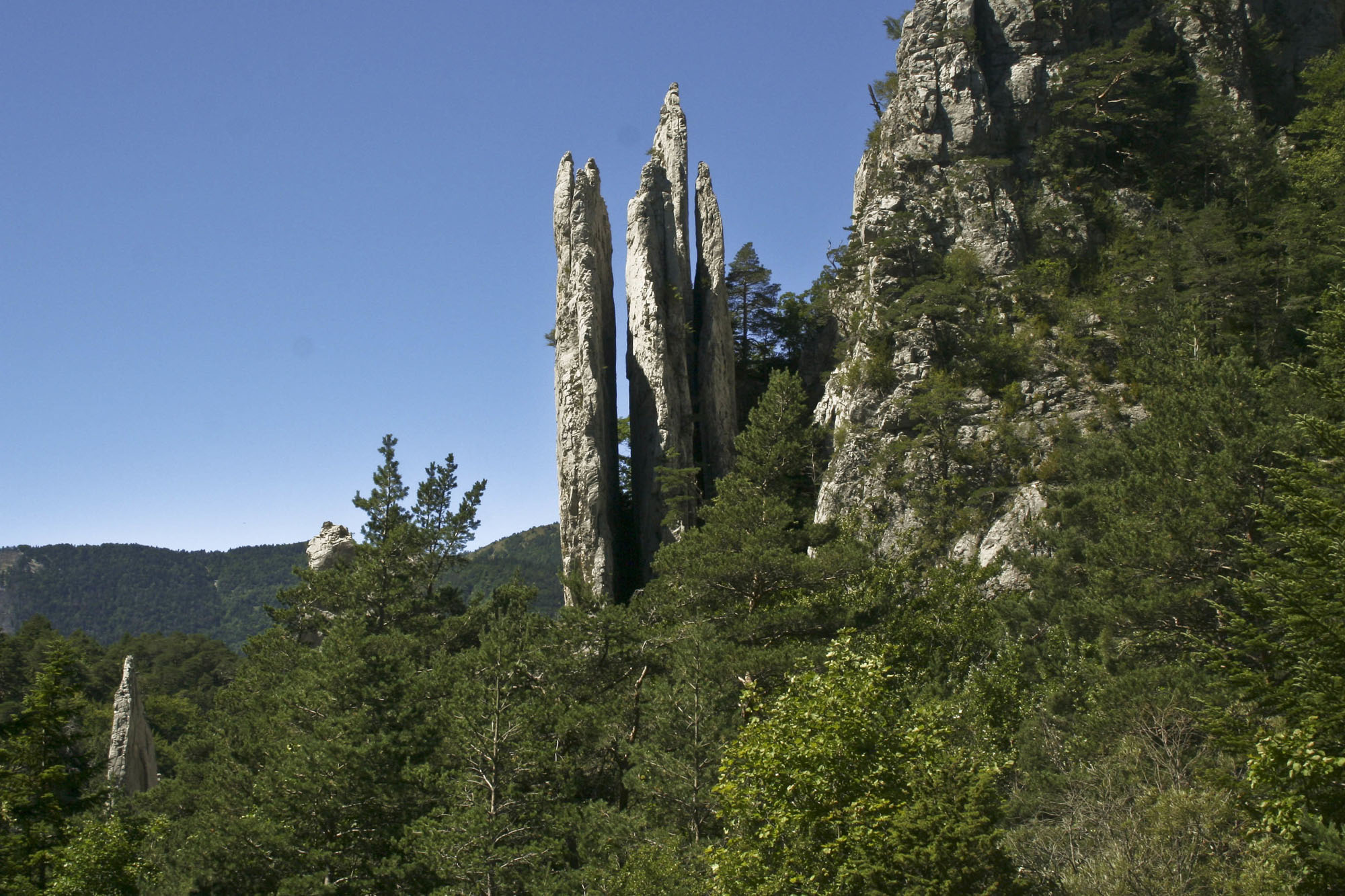
Les Sucettes de Borne.

### Personnalités liées à la commune
- Jean Giono venait en vacances dans les communes voisines de Saint-Julien-en-Beauchêne (05) et de Lalley (38). Pour des raisons euphoniques, il appelle Glandage du nom de Clostre dans plusieurs œuvres (Faust au village, Les Âmes fortes, etc.)[réf. nécessaire].

### Héraldique, logotype et devise
|  | Glandage possède des armoiries dont l'origine et le blasonnement exact ne sont pas disponibles. |